# Systoechus polioleucus
Systoechus polioleucus är en tvåvingeart som beskrevs av Hesse 1938. Systoechus polioleucus ingår i släktet Systoechus och familjen svävflugor. Inga underarter finns listade i Catalogue of Life.